# 影月情缘
《影月情缘》（Paper Moon Affair）是一部加拿大英語文藝電影。是由加拿大華裔商人馮永發在2005年成立的新時代國際電影公司所投資的一齣西片，也是該公司到目前為止所投資的唯一一部電影。電影的大部分外景都在大温地區的寶雲島拍攝。

## 參與人員
- 監制、策劃兼故事創作：
  - 馮永發
- 策劃：
  - Michael Parker
- 導演： 
  - David Tamagi--加籍日裔導演
- 主演：
  - 清水美砂--日籍女演員
  - 布萊登·佛雷切--加籍男演員
  - 塞巴斯蒂安·斯賓塞（英语：Sebastian Spence）--加籍男演員
  - 尊龍--美籍華裔男演員
  - Phil Granger

## 榮譽
- 2005年满地可國際電影節甄選唯一代表加拿大的作品作首映禮[3]
- 2005年10月在温哥華電影節展映作品之一。

## 外部連結
- 電影《影月情缘（Paper Moon Affair）》官方網站 （页面存档备份，存于）
- 新時代集團官方網頁--新時代國際電影公司（Fairchild Films International）及《影月情缘》（Paper Moon Affair）的介紹 （页面存档备份，存于）